# Gumball 3000

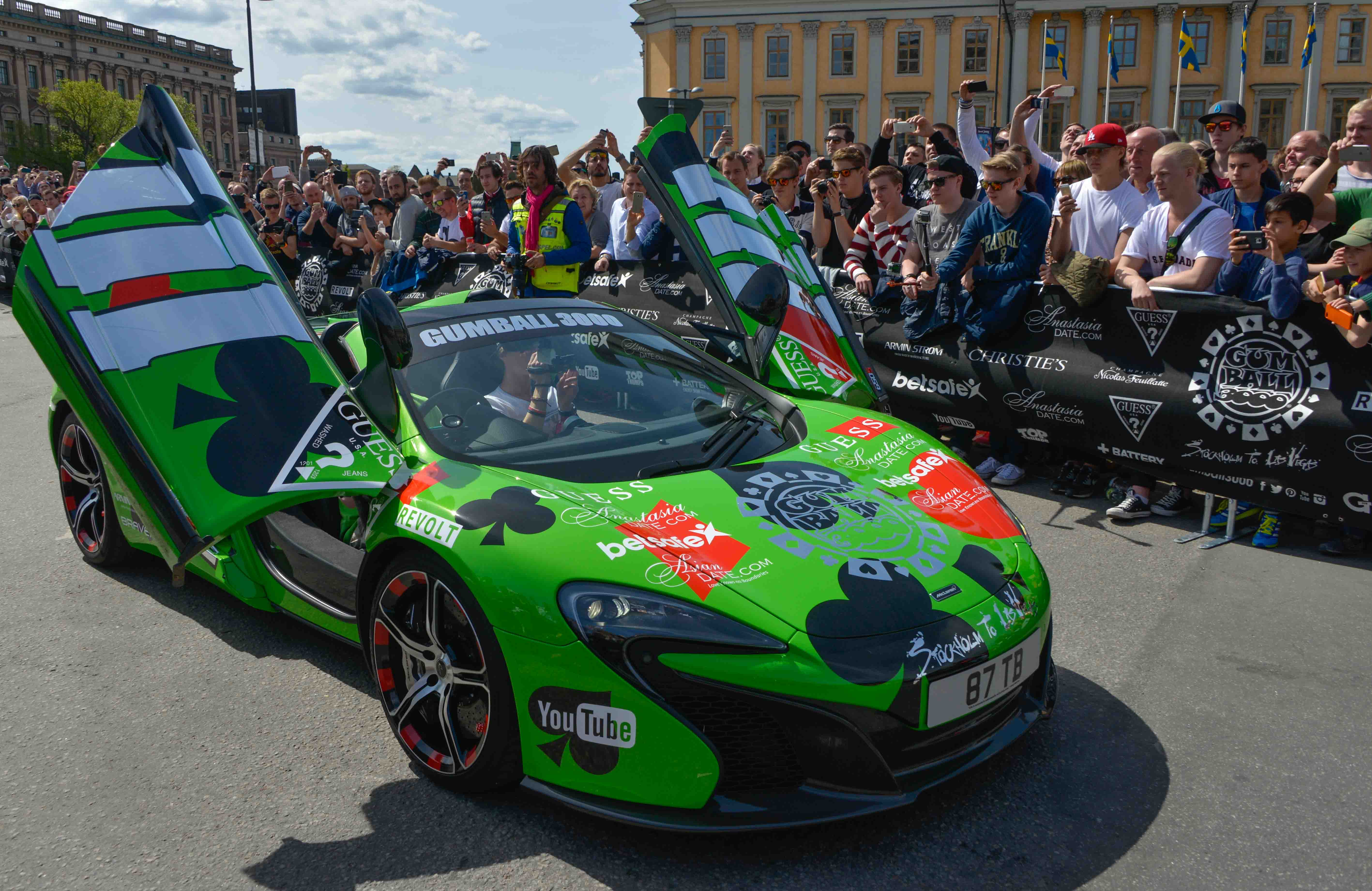
Gumball 3000

Gumball 3000 este cel mai cunoscut raliu anual internațional de mașini caritabil care are loc pe drumurile publice. A fost înființat în 1999 de Maximilio Cooper, cu idea de a combina mașinile, muzica, moda și divertismentul. 

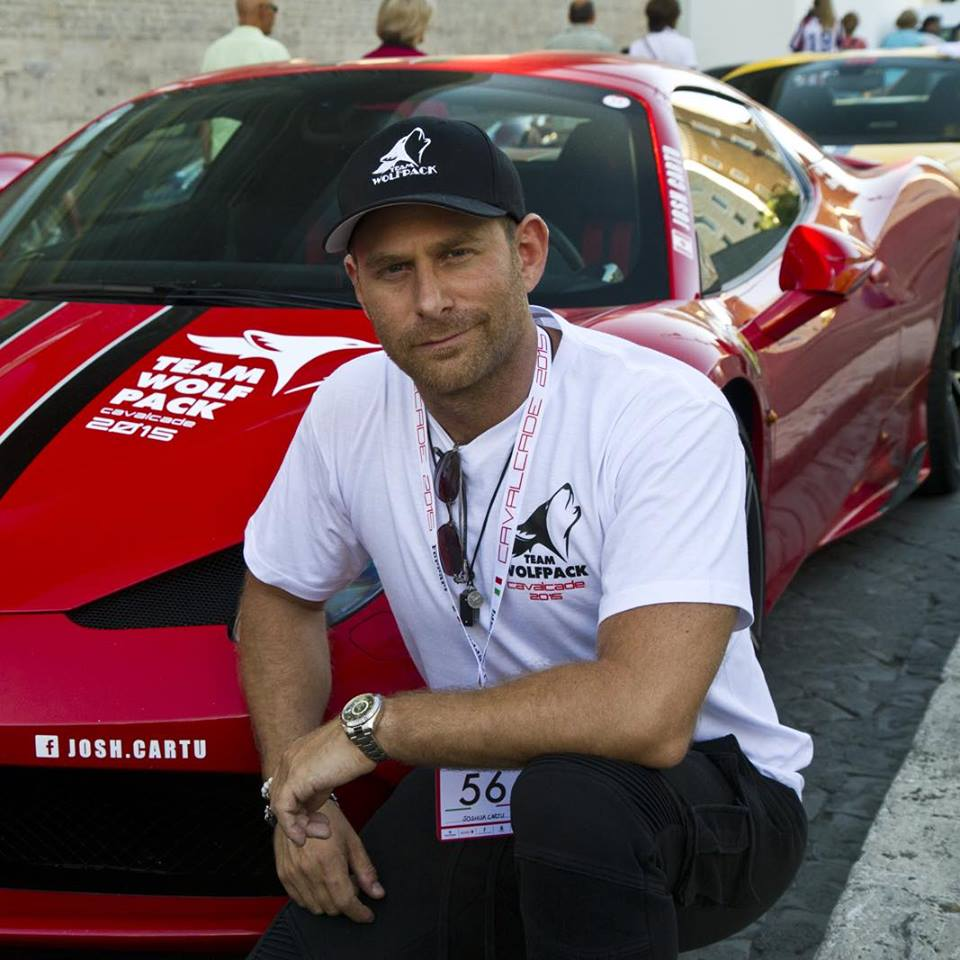
Josh Cartu - fost pilot de curse

De la înființarea sa, la acest raliu rutier au participat un numar mare de celebritati si membrii ai famililor regale din Orientul Mijlociu, printre care piloți de curse renumiți, cum ar fi: Lewis Hamilton, Jean Alesi și Josh Cartu; cântăreți și DJ precum: Usher, Dallas Austin, Deadmau5, Eve, Afrojack, Xzibit și Tinie Tempah; actorii: David Hasselhoff și Sullivan Stapleton, fotomodelul: Sommer Ray, dar și membrii ai famililor regale din Emiratele Arabe Unite, Qatar, și Arabia Saudita: Șeicul Moe bin Abdullah Al Thani, Șeicul Khalid bin Hamad Al Thani și Printul Talal M. A. Al-Faisal Al-Saud. Raliul își schimbă punctul de plecare și de finiș în fiecare an, iar în unele trasee din raliu necesită călătoria cu avionul. Punctele de plecare și de finiș sunt în mod normal orașe populare; Londra fiind o oprire comună datorită fondatorului britanic Gumball 3000.

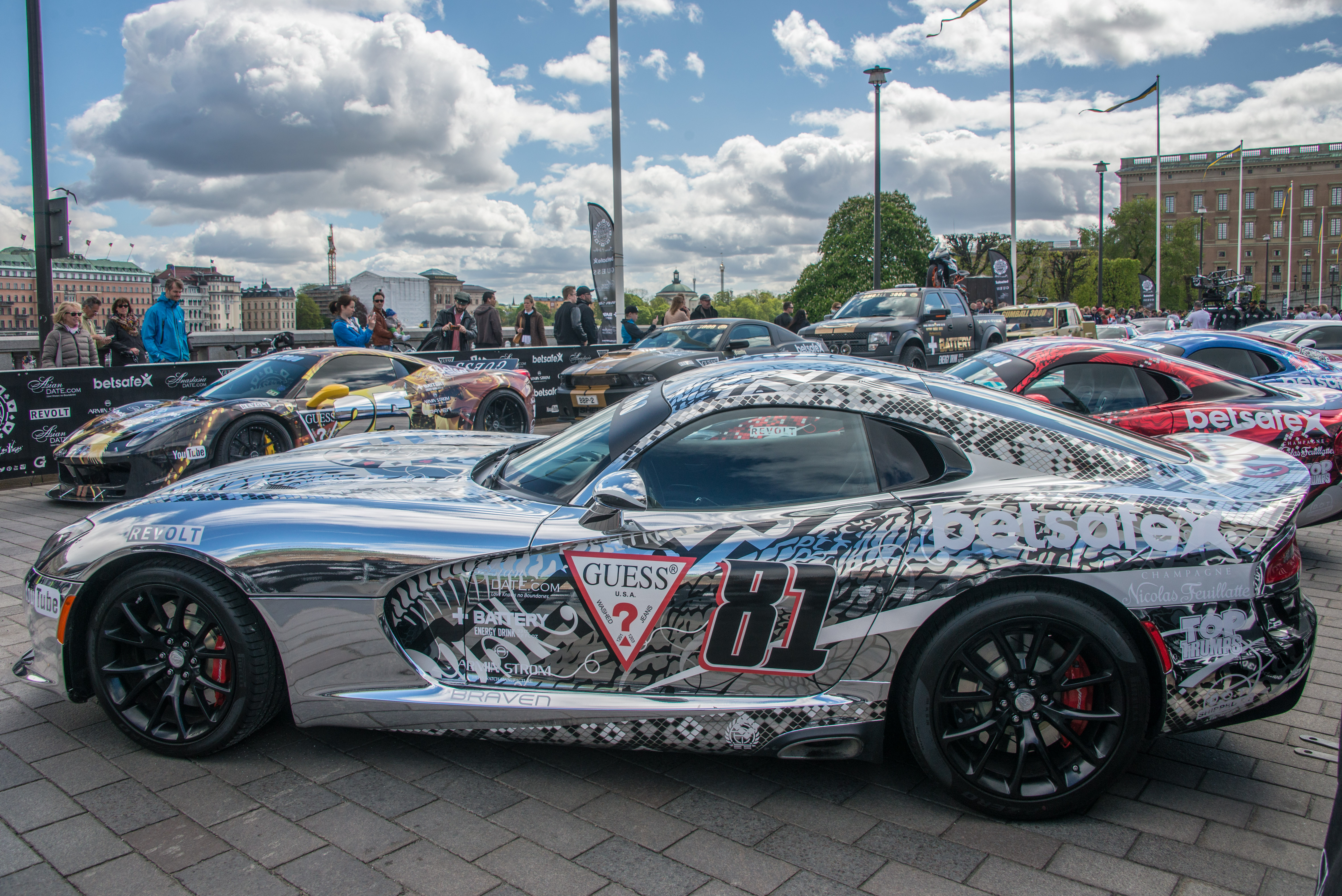
Gumball 3000 - anul 2015

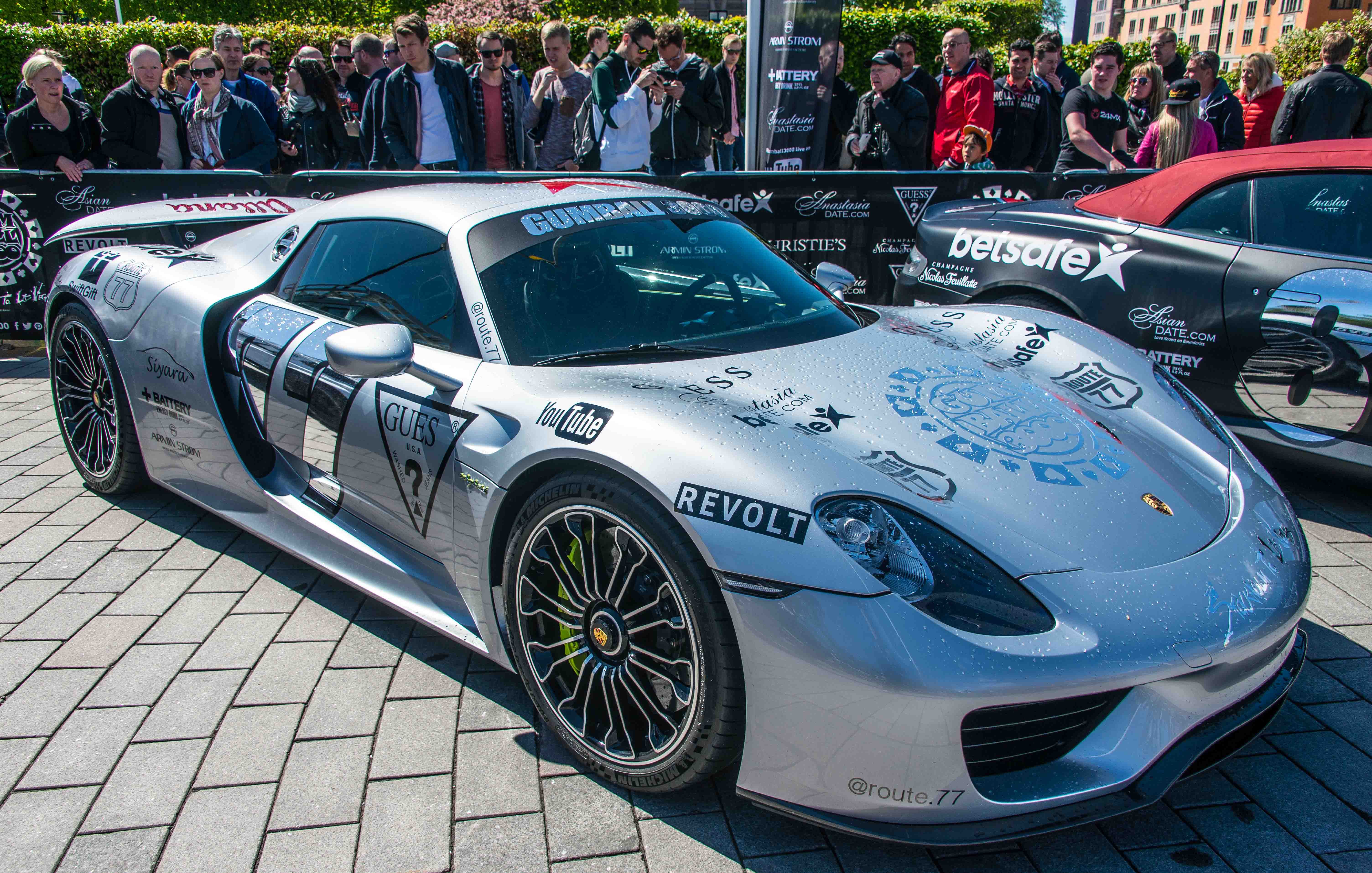
Gumball 3000 - Porsche 918

În ciuda numărului mare de supercaruri pe drumurile publice, la un moment dat în timpul unui miting a avut loc doar un incident, care s-a întâmplat în Macedonia în anul 2007. Evenimentul a fost cunoscut că a avut probleme în anumite țări. În Olanda, mai multor participanți le-au confiscate un număr mare de autoturisme. La alte mitinguri, șoferii au fost scoși din cursă pentru că au depășit limita de viteza, iar un număr mai mic de participanți și-au pierdut permisul de conducere. 

## Formatul raliului
Raliul Gumball 3000 strânge în medie 150 de șoferi, în fiecare an care conduc prin țări și continente într-o călătorie de 3000 de mile (4800 de kilometri). Călătorind pe drumurile publice în mașini exotice și participând la petreceri în fiecare seară, timp de 7 zile pe an, participanții la miting primesc o experiență exclusivă de raliuri. Raliul a fost fondat inițial de Maximilio Cooper ca o călătorie rutieră cu prietenii săi. Organizatorii subliniază astăzi că mitingul este o excursie rutieră și în niciun caz o cursă.

## Trasee
| Data | Continen(e)                     | Traseu | Notițe                |
| ---- | ------------------------------- | --- | --------------------- |
| 1999 | Europa                          | LONDRA, Anglia - PARIS, Franța - LONDRA, Anglia |                       |
| 2000 | Europa                          | LONDRA, Anglia - BILBAO, Spania - CANNES - MILANO, Italia - NÜRBURG, Germania - HAMBURG, Germania - LONDRA, Anglia                                                                                             |                       |
| 2001 | Europa                          | LONDRA, Anglia - BERLIN, Germania - MALBORK, Polonia - VILNIUS, Lituania - ST. PETERSBURG, Rusia - HELSINKI, Finlanda - STOCKHOLM, Suedia - COPENHAGA, Danemarca - LONDRA, Anglia                              |                       |
| 2002 | America de Nord                 | NEW YORK CITY, New York - WASHINGTON, D.C. - MEMPHIS, Tennessee - SANTA ANA PUEBLO, New Mexico - THE GRAND CANYON - LAS VEGAS, Nevada - LOS ANGELES, California                                                |                       |
| 2003 | America de Nord                 | SAN FRANCISCO, California - RENO, Nevada - LAS VEGAS, Nevada - TUCSON, Arizona - WHITE SANDS, New Mexico, SAN ANTONIO, Texas - HOUSTON - Texas, NEW ORLEANS, Louisiana - MIAMI, Florida                        |                       |
| 2004 | Europa și Africa                | PARIS, Franța - BIARRITZ, Franța - MADRID, Spania - MARBELLA, Spania - MARRAKECH, Maroc - BARCELONA, Spania - CANNES                                                                                           |                       |
| 2005 | Europa                          | LONDRA, Anglia - BRUXELLES, Belgia - PRAGA, Republica Cehă - VIENA, Austria - BUDAPESTA, Ungaria - DUBROVNIK, Croația - BARI, Italia - PALERMO, Italia - ROMA, Italia - FLORENȚA, Italia - MONTE CARLO, Monaco |                       |
| 2006 | Europa, Asia și America de Nord | LONDRA, Anglia - VIENA, Austria - BUDAPESTA, Ungaria - BELGRAD, Serbia - PHUKET, Thailanda - BANGKOK, Thailanda - SALT LAKE CITY, Utah - LAS VEGAS, Nevada - LOS ANGELES, California                           |                       |
| 2007 | Europa                          | LONDRA, Anglia - AMSTERDAM, Olanda - MUNICH, Germania - TIRANA, Albania - DUBROVNIK, Croația - ATENA, Grecia - ISTANBUL, Turcia                                                                                |                       |
| 2008 | Europa și Asia                  | SAN FRANCISCO, California - LOS ANGELES, California - SAN DIEGO, California - LAS VEGAS, Nevada - NANJING, China - PYONGYANG, North Korea - SHANGHAI, China - BEIJING, China                                   |                       |
| 2009 | America de Nord                 | SANTA MONICA, California - LAS VEGAS, Nevada - HOOVER DAM - SEDONA, Arizona - SANTA FE, New Mexico - NEW ORLEANS, Louisiana - ORLANDO, Florida - MIAMI, Florida                                                |                       |
| 2010 | Europa și America de Nord       | LONDRA, England - AMSTERDAM, Netherlands - COPENHAGA, Denmark - STOCKHOLM, Sweden - BOSTON, Massachusttes - QUEBEC CITY, Canada - TORONTO, Canada - NEW YORK CITY, New York                                    |                       |
| 2011 | Europa                          | LONDRA, Anglia - PARIS, Franța - BARCELONA, Spania - MONACO - VENEȚIA, Italia - CROAȚIA - BELGRAD, Serbia |                       |
| 2012 | America de Nord                 | NEW YORK CITY, New York - TORONTO, Canada - INDIANAPOLIS, Indiana - KANSAS CITY, Kansas - SANTA FE, New Mexico - LAS VEGAS, Nevada - LOS ANGELES, California                                                   |                       |
| 2013 | Europa                          | COPENHAGA, Danemarca - STOCKHOLM, Suedia - HELSINKI, Finlanda - ST. PETERSBURG, Rusia - TALLINN, Estonia - RIGA, Latvia - VILNIUS, Lithuania - VARȘOVIA, Polonia - CRACOVIA, Polonia - VIENA, Austria - MONACO |                       |
| 2014 | America de Nord și Europa       | MIAMI, Florida - ATLANTA, Georgia - NEW YORK CITY, New York - EDINBURGH, Scoția - LONDRA, Anglia - PARIS, Franța - BARCELONA, Spania - IBIZA, Spania                                                           |                       |
| 2015 | Europa și America de Nord       | STOCKHOLM, Suedia - NORVEGIA - DANEMARCA - GERMANIA - OLANDA - RENO, Nevada -SAN FRANCISCO, California - LOS ANGELES, California - DEATH VALLEY- LAS VEGAS, Nevada                                             |                       |
| 2016 | Europa                          | DUBLIN, Irlanda - EDINBURGH, Scoția» LONDRA, England » RUST » PRAGA, Republica Cehă - BUDAPESTA, Ungaria - SIBIU, România - BUCUREȘTI, România                                                                 |                       |
| 2017 | Europa                          | RIGA, Latvia » OSLO, Polonia - CRACOVIA, Polonia - BUDAPESTA, Ungria - DUBROVNIK, Croația - TIVAT, Muntenegru - VOLOS, Grecia - ATENA, Grecia - MYKONOS, Grecia                                                |                       |
| 2018 | Europa și Asia                  | LONDRA, Anglia - CHANTILLY, Franța - MILANO, Italia - BOLOGNA, Italia - OSAKA, Japonia - KYOTO, Japonia - NANAO, Japonia - TOKYO, Japonia                                                                      |                       |
| 2019 | Europa                          | MYKONOS, Grecia - THESSALONIKI, Grecia - PORTO MONTENEGRO, Muntenegru - VENEȚIA, Italia - MONACO - BARCELONA, Spania - IBIZA, Spania                                                                           |                       |
| 2020 | America de Nord                 | TORONTO, Canada - INDY500 - NASHVILLE, Tennessee - ATLANTA, Giorgia - MIAMI, Florida - HAVANA, Cuba | ANULAT și REPROGRAMAT |
| 2021 | America de Nord                 | TORONTO, Canada - INDY500 - NASHVILLE, Tennessee - ATLANTA, Giorgia - MIAMI, Florida - HAVANA, Cuba |                       |

## Legături
- Site web oficial
- https://sport360.com/article/other/more-sports/232944/15-minutes-with-sheikh-mohamed-al-thani-standing-out-in-the-amazing-world-of-gumball
- https://www.theguardian.com/uk/2007/may/04/world.leeglendinning
- https://www.businessinsider.com/gumball-3000-rally-josh-cartu-win-ferrari-2018-12